# اوکوود (ویرجینیا)
اوکوود (به انگلیسی: Oakwood) یک منطقهٔ مسکونی در ایالات متحده آمریکا است که در شهرستان بیوکانان، ویرجینیا واقع شده‌است. اوکوود در تقاطع شاهراه‌های ۴۶۰ ایالات متحده و ۶۲۴ واقع است. کالج داروسازی آپالاچی واقع در محوطه دبیرستان بوستان سابق در اوکوود قرار دارد.